# تاريخ اللغة الباسكية
الباسك (/bæsk, bɑːsk/)  هي لغة قبل الهندوأوروبية تُتحدث في منطقة الباسك، تمتد عبر منطقة طولية على طول المناطق الشرقية لخليج بسكاي في إسبانيا وفرنسا، ممتدة عبر جبال البيرينيات الغربية. تُصنف كلغة معزولة، لا تظهر أي علاقة جينية واضحة مع أي لغة معروفة أخرى، باستثناء اللغة الأقطانية المنقرضة، والتي تعتبر شكلاً أساسيًا للباسك.

## ما قبل التاريخ
الرأي الرئيسي للغويين اليوم هو أن الباسك هي آخر عضو ناجي من إحدى أسر اللغات القديمة "قبل الهندوأوروبية" التي كانت يومًا ما متحدثة على نطاق واسع في غرب أوروبا. خلال فترة الرومان، أصبحت غالبية سكان غرب أوروبا متحدثين بلغات هندوأوروبية. ومع ذلك، تشير أسماء المواقع، والأسماء الشخصية، والنقوش إلى وجود لغات تتشابه مع الباسك من حيث الصرف والجذور اللغوية حول جبال البرانس في ذلك الوقت. منذ العصور الوسطى المبكرة، انحسرت الباسك جغرافياً، وخلال الـ400 عام الماضية، كانت مقيدة إلى حد كبير داخل منطقة الباسك. الباسك تأثرت وأثرت في لغات جوارها الجغرافيّة، حيث تبادلت كل من كلمات الاقتراض والهياكل اللغوية.

خريطة تظهر انحسار اللغة الباسكية في الفترة ما بعد الرومانية.

## الشهادات الأولية
ظلت الباسك حتى أواخر القرن العشرين لغة غنية بالتقاليد الشفهية وقليلة الاستخدام في الكتابة. في عام 2022، تم العثور على نقش يعود تاريخه إلى الربع الأول من القرن الأول قبل الميلاد، يعرف باسم "يد إيروليغي"، والذي احتوى على كلمة بالباسك، مما يوفر أقدم شهادة للغة حتى تاريخه. كما تحتوي بعض النقوش الرومانية في اللاتينية أيضًا على أسماء بالباسك.
يُعتَقَدُ عمومًا أن أول شهادة للباسك في مخطوطة تتألف من ست كلمات في "غلوساس إيميليانينسيس" في القرن العاشر أو الحادي عشر. وشهادة أكثر أهمية في وقت مبكر هي بضع كلمات وعبارات في حساب أيمريك بيكو لرحلته إلى شنت ياقب (حوالي عام 1140).
ظهرت أول كتاب مكتوب بالباسك، "برنارد اتكسيبارى"، في عام 1545. ومع ذلك، لم تُستخدم الباسك أبدًا في الوثائق الرسمية، وتم استبعادها تدريجياً كلغة للتواصل الشفوي من الهيئات الحاكمة والتعليمية والإدارية، وأخيرًا أيضًا من الكنيسة.

## التاريخ الحديث
لقد نقل المغامرون الباسك لغتهم إلى الخارج منذ القرن السادس عشر، خاصة إلى الأمريكتين، حيث تم تخفيفها في اللغات الاستعمارية الكبيرة المهيمنة، مثل الإسبانية والفرنسية والإنجليزية.
خلال القرن العشرين، سعى العلماء والكتّاب والنشطاء إلى تحقيق تطلع طالما ناقش، والذي انعكس أخيرًا في الباسك القياسي (الإيوسكارا باتوا) اعتبارًا من عام 1968.